# Acalypha distans
Acalypha distans är en törelväxtart som beskrevs av Johannes Müller Argoviensis. Acalypha distans ingår i släktet akalyfor, och familjen törelväxter. Inga underarter finns listade i Catalogue of Life.